# Dorilej
Dorylaeum (starogrčki Δωρύλαιον), bio je drevni grad u sjevernoj Frigiji u Maloj Aziji. Danas je to četvrt u Eskişehiru pod imenom Şarhöyük.
Prvobitno se nalazio na oko 10 km jugozapadno od Eskişehira, na mjestu koje je danas poznato kao Karadžahisar (Karaca Hisar), a otprilike krajem četvrtog stoljeća prije Krista premješten je na mjesto sjeverno od modernog Eskişehira.
Grad je već postojao pod Frigijcima, ali se u pisanim izvorima spominje samo u rimsko doba. U Rimskom Carstvu je bio trgovačko središte, u Bizantu bio je biskupija. Nakon bitke kod Mantzikerta (1071.) osvojili su ga Seldžuci.
Tijekom križarskih ratova dogodile su se dvije bitke kod Dorileja, koji je u to vrijeme već bio u ruševinama. Tijekom Prvog križarskog rata, križari su ovdje porazili Seldžuke, što je bila njihova prva velika pobjeda (Bitka kod Doryileja 1097.). Tijekom Drugog križarskog rata bilo je to mjesto teškog poraza križara (Bitka kod Dorileja 1147.).
Bizantski car Manuel I. Komnen utvrdio je Dorilej 1175. godine, ali ga je izgubio od Seldžuka 1176. nakon bitke kod Myriokephalona. Dorilej su 1240. godine osvojile Osmanlije.